# Ванжел Точі
Ванжел Точі (алб. Vangjel Toçi; 11 жовтня 1920 — 29 січня 1999) — албанський науковець, відомий як батько албанської археології. 

## Біографія
Народився 11 жовтня 1920 року у м. Ельбасан. 
Початкову та середню школи закінчив у Дурресі. У 1941 році закінчив ліцей у м. Шкодра.
Навчався у Болонському університеті на факультеті медицини та хірургії, але не закінчивши навчання повернувся до Дурреса, де присвятив себе роботі у галузі культури.
Був засновником та очільником бібліотеки, відкриття якої відбулося 10 вересня 1945 року та якій В. Точі подарував 1000 книг.
У 1951 році, за його ініціативою був створений та відкритий археологічний музей Дурреса; у 1968 - заснована міська галерея образотворчого мистецтва.
Здійснюючи археологічні дослідження виявив: 
- мозаїку першого століття нашої ери (1947);

- мозаїку VI століття до нашої ери, відому як «Красуня Дурреса» (1959);

- один з найбільших на Балканах  амфітеатр, побудований за часів імператора Адріана, найважливішу пам’ятку Дурреса (1966).

З 1982 року, після виходу на пенсію, працював над дослідженням іллірійської ономастики, залишивши неопубліковану працю про етногенез албанського народу
Помер 29 січня 1999 року у Дурресі.

## Визнання
- У 2017 одна з вулиць м. Дуррес названа на честь В. Точі[4];
- 11.10.2020 отримав звання «Почесний громадянин» м. Дуррес (посмертно)[5];
- 10.02.2021 року відзначений нагородою «Честь нації» (посмертно)[6].